# 管狀結構

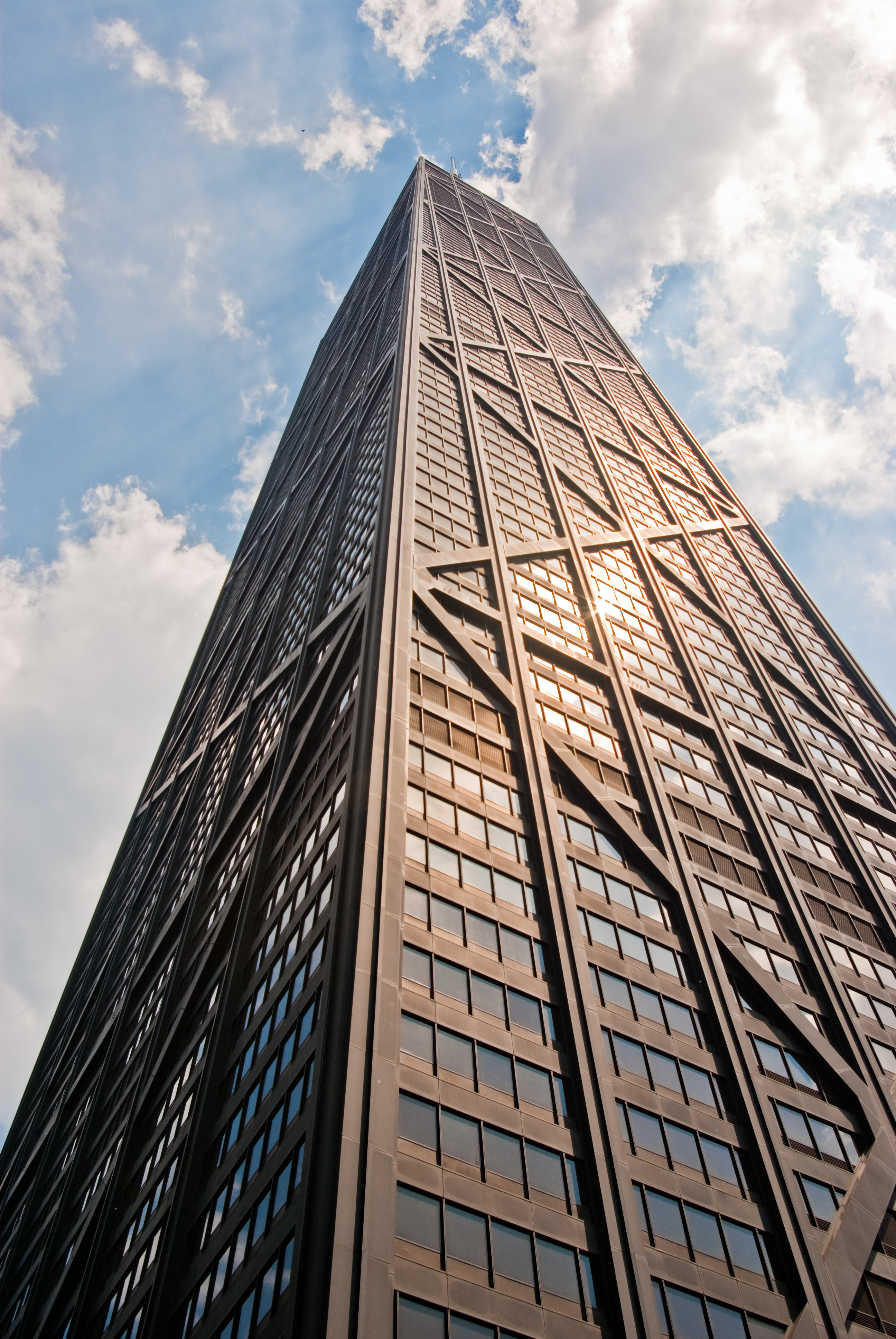
位于芝加哥的約翰·漢考克中心，采用了桁架筒结构

建筑结构工程中，筒結構是指高层建筑的中央部分，一个垂直于地面的空心圆柱体，由电梯井道、楼梯、通风井、电缆井、公共卫生间、部分设备间等围护形成。此种结构十分有利于结构受力，抵抗风、地震、冲击等横向载荷。
这种结构由SOM建築設計事務所芝加哥办公室的法兹勒·汗发明，首次应用在DeWitt-Chestnut公寓，该建筑有43层，后改名为德威特广场（英語：Plaza on DeWitt），1966年完工。
核心筒的建造可以采用钢结构，混凝土结构或两者的复合结构。1960年代以后40层以上的的高层建筑大多采用这种结构。

## 类型
- 框架筒（Framed tube）
- 桁架筒（Trussed or braced tube）
- 核心筒（Core tube)
- 筒中筒（Tube in tube or hull and core）
- 束筒（Bundled tube）